# Junzaburo Nishiwaki
Junzaburo Nishiwaki (1894 - 1982) fue un poeta japonés.
Nishiwaki fue un prolífico poeta: se publicaron en vida dieciséis libros de poemas. Fueron muy aclamados y algunos de ellos fueron galardonados con prestigiosos premios literarios. En 1957 fue nominado oficialmente a la Academia Sueca como candidato para el Premio Nobel de Literatura por la recomendación indirecta de Ezra Pound.
Excepcionalmente dotado en el aprendizaje de idiomas extranjeros, Nishiwaki comenzó a escribir poesía no en su lengua materna, sino en inglés, francés y latín. En 1922, Nishiwaki fue a Inglaterra para estudiar más a fondo la literatura inglesa. Allí descubrió varios movimientos modernistas, que surgían desde el continente en ese momento.
Aunque Nishiwaki es recordado como posiblemente el más grande poeta del siglo XX en Japón, fue también un erudito, profesor y traductor bien conocido. Accedió a profesor de inglés en la Universidad de Keio en 1926, a la edad de treinta y tres años, donde enseñó principalmente literatura inglesa, inglés antiguo y medieval, y lingüística, hasta que se retiró en 1962. Nishiwaki trabajó durante tres años como decano de la facultad de Letras en Keio y publicó libros académicos sobre escritores en inglés, desde William Langland a T. S. Eliot, así como crítica literaria y ensayo. 
Entre sus estudiantes se incluyeron muchos de los que posteriormente se convertirían en prominentes poetas, escritores, periodistas, académicos y hombres de negocios. Cuando se fundó la Sociedad Japonesa de Literatura Inglesa en 1929, Nishiwaki leyó un documento en su primera conferencia titulado "Clasicismo Inglés". Sus traducciones incluyen los Cuentos de Canterbury de Chaucer, La tierra baldía de Eliot y poemas de James Joyce. 
En sus últimos años fue honrado por ser elegido para el Consejo de Ciencias de Japón, introducido en la Academia de Arte, recomendado como miembro honorario de la Academia Americana de las Artes y las Ciencias y, finalmente, recibió la Orden del Tesoro Sagrado.